# Avelãs de Caminho
Avelãs de Caminho es una freguesia portuguesa del concelho de Anadia, con 6,27 km² de superficie y 1.236 habitantes (2001). Su densidad de población es de 197,1 hab/km².